# (17190) Retopezzoli
(17190) Retopezzoli (1999 WY8) – planetoida z pasa głównego asteroid okrążająca Słońce w ciągu 4,17 lat w średniej odległości 2,59 j.a. Odkryta 28 listopada 1999 roku.